# Aristolochia andina
Aristolochia andina là một loài thực vật có hoa trong họ Aristolochiaceae. Loài này được F.González & I.G.Vargas mô tả khoa học đầu tiên năm 2000.